# Corball d'aigua dolça
Aplodinotus grunniens, en anglès freshwater drum, sheephead o sheepshead és un peix d'aigua dolça de la família dels esciènids.
Aplodinotus grunniens és l'única espècie del gènere Aplodinotus.
Aplodinotus grunniens és un peix de costums nocturnes, molt comú a la zona dels Grans Llacs d'Amèrica del Nord i a la conca del Mississipi-Missouri. Es troba als llacs del Canadà fins a latituds molt elevades.

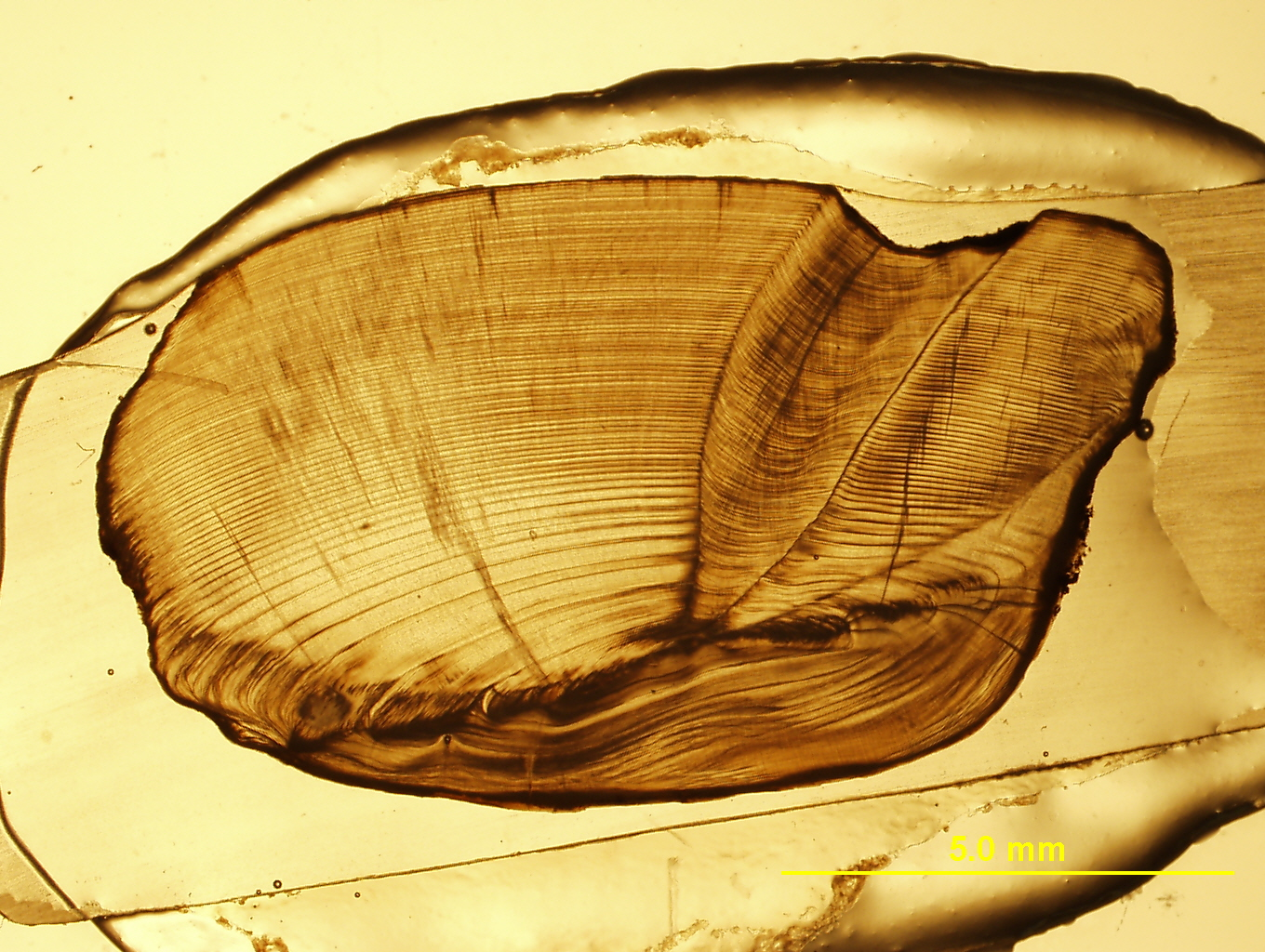
Otòlit d'un corball d'aigua dolça molt vell

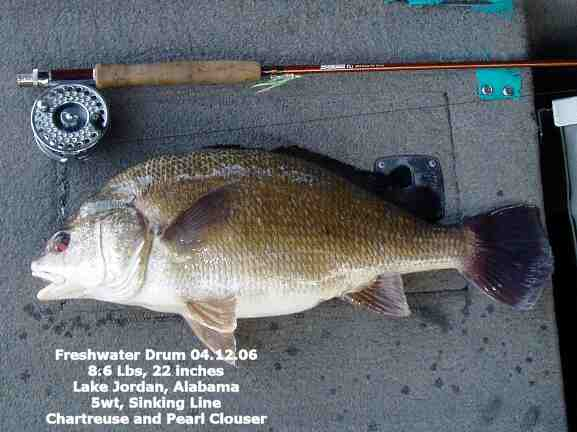
Corball d'aigua dolça de Lake Jordan, Alabama. És un peix popular a la pesca esportiva

Com altres espècies d'esciènids, aquest corball té la facultat de poder emetre sons roncs, similars a un tamborineig, el que els ha valgut el nom de "drumfish" (peixos tambor). Aquests sorolls els produeixen fent vibrar els muscles abdominals contra la bufeta natatòria. A alguns llocs dels Estats Units, com al zona del Mississipi, hom afirmava que aquests peixos produïen els sorolls corresponents fent vibrar uns ossos balders que tenien al crani. Aquests ossos, però, s'ha comprovat que no existeixen.
Els otòlits de l'aplodinotus grunniens són força grans. Antigament eren utilitzats per alguns pobles indígenes d'Amèrica com a amulet, com a moneda i per fer joieria. Mitjançant otòlits seccionats provenents de jaciments arqueològics del llac Winnebago, Wisconsin, s'ha trobat que hi ha hagut Aplodinotus grunniens que han arribat als 74 anys